# Martin Sicherl
Martin Sicherl (* 14. Dezember 1914 in Mirschowitz/Böhmen; † 11. Oktober 2009 in Münster in Westfalen) war ein deutscher Altphilologe und Humanismusforscher.

## Leben
Sicherl studierte Klassische Philologie an der Deutschen Universität in Prag. 1937 wurde er mit einer Dissertation über griechische Zauberpapyri bei Maximilian Adler promoviert. Diese Arbeit brachte ihm ein Jahresstipendium in Rom für 1937/38 ein, wo Sicherl begann, sich mit seinem späteren Hauptarbeitsfeld, der Erforschung griechischer und lateinischer Handschriften, zu beschäftigen.
Nach dem Zweiten Weltkrieg setzte er seine Tätigkeit ab 1950 an der Universität Mainz fort. 1955 habilitierte sich Sicherl hier über Die Handschriften, Ausgaben und Übersetzungen von Iamblichos De mysteriis.
1963 wurde er als Ordinarius für das Fach Griechisch an das Institut für Altertumskunde der Universität Münster berufen, welches später zum Institut für Klassische Philologie werden sollte. Dieses Amt versah er bis zu seiner Emeritierung im Jahr 1982.
Martin Sicherl starb in der Nacht vom 10. auf den 11. Oktober 2009 im Alter von 94 Jahren.